# Conwy Borough Football Club
Pour les articles homonymes, voir Borough.
Le Conwy Borough Football Club est un club gallois de football basé à Conwy, fondé en 1977.

## Historique
- 2012 : Le club abandonne son nom de Conwy United Football Club pour Conwy Borough Football Club[1].

## Parcours européen
Le Conwy United FC participe à la Coupe Intertoto 1996 et termine dernier du groupe 4 composé du Silkeborg IF, du Zagłębie Lubin, du Royal Charleroi Sporting Club et du SV Ried.